# هيفاء السنعوسي
هيفاء السنعوسي أديبة وباحثة وكاتبة كويتية. هي هيفاء محمد السنعوسي،  والسنعوسي لقب لجدهم الذي نزح إلى الكويت، وهو من أسرة الزيد العامر في الزلفي من قبيلة شمر الطائية. درست الأدب الحديث، حصلت على الدكتوراه في الأدب الحديث من جامعة غلاسكو في المملكة المتحدة، تدرس مقررات جماليات الأدب وأدب الخليج والأدب والتحليل النفسي ومقررات في مجال الأدب الحديث وكما تخصص الدكتورة هيفاء السنعوسي أيضا أوقاتا للكتابة والبحث والإبداع. تزوجت بالمهندس أحمد العودة ورزقت بولدين هما «رزان» و «مشاري».
ألفت عدة كتب باللغتين العربية والإنجليزية والتي كان أغلبها يصب في مجال القصة والمسرحيات والمسرح العلاجي وخصوصا مسرح المونودراما كما أن الدكتورة هيفاء السنعوسي حاضرت وأنجزت بحوثا في جل دول العالم بأروبا وأمريكا والعالم العربي، ويتميز أسلوبها بالجاذبية مع العمق والبساطة.
ظهرت الدكتورة هيفاء السنعوسي في عدة برامج تلفزية وحاورها الكثير من الصحفيين في صحف من كل العالم، وهي معروفة برفضها الظهور في الإعلام إلا مع من تنتقيهم بدقة وفق قناعاتها ونوع البرامج التي تتماشى مع فكرهاومبادئهاوترفض مادون ذلك.

## تاريخها الفكري
بدأت القصة مع الدكتورة هيفاء السنعوسي منذ الطفولة حيث عشقت قراءة القصص لكبار الكتاب العرب والغربيين، وبدأت كتابة القصة وهي صغيرة بالسنة الرابعة في المرحلة الابتدائية. ويعود الفضل للمفكر الكبير الأديب الدكتور مصطفى محمود أول من شجعها على نشر أول مجموعة قصصية بالعربية بعنوان ضجيج ودعم ظهورها بكتابة تقديم لها وقدمها بها إلى القارئ العربي. وقد تم نشر المجموعة ضمن سلسلة قطاع الثقافة بدار أخبار اليوم بمصر عام 2004, وما جعلها تكتب هذا النوع من الكتابة النادرة في العالم العربي هو تحرك الناس بالحياة وفقا لأبعادهم النفسية التي تمثل ألوانا مختلفة، ولذلك يرى معظم النقاد أن كتابات الأديبة الكويتية القصصية لها بريق نفسي عميق.

### بداياتها
عاشت هيفاء السنعوسي في دولة الكويت وسط أسرة محافظة شريفة حيث كان مسجد جدها علي الحمد من المساجد القديمة التراثية بالكويت وكان لأمها منيرة الحمد يرحمها الله دور كبير في نشأتها، هذه السيدة التي كانت حافظة للقرآن الكريم والتي لم تنسى حرفا منه بعد تلاف ذاكرتها بالمرة وكذلك والدها الذي كان محافظا الأمر الذي ساهم في نشأتها وترك أثره الواضح على أفكارها وتوجهاتها الدينية السليمة والروحانية الجميلة.
بدأت حياتها متفوقة في الدراسة، وكانت منذ صغرها تحظى بعناية خاصة من فرط ذكائها وطابعها الاجتماعي المرن، الأمر الذي جعلها محبوبة عند أساتذتها وفي الوسط الذي تعيش فيه؛ أكلمت دراستها الثانوية في شعبة علمية، ثم التحقت بكلية الأداب بجامعة الكويت وحصلت على شهادة الماجستير من جامعة الكويت ثم أكلمت دراستها العليا وحصلت على شهادة الدكتوراه في الأدب الحديث من جامعة غلاسكو في المملكة المتحدة.

### سر نجاحاتها
تقول الأديبة الكويتية أن سر نجاحها هو أنها لا ترى غير النجاح في أي عمل تقوم به، وأن منهجها في ذلك كما قالت هو «ثقتي بالله عز وجل ثم اجتهادي وتوكلي عليه وهكذا تقدمت من فضل الله العظيم علي، وكان خلفي المتشائمون».

### هيفاء السنعوسي وقضايا المرأة
تزايد اللغط حول قضايا المرأة ومظلوميتها في السنوات الأخيرة وظهور عدة جمعيات للدفاع عن حقوق المرأة والكثير من النساء الناشطات والأديبات معظم كتاباتهن تتسم بلغة تعادي الرجل، لكن الدكتورة هيفاء السنعوسي كانت عكس هذا التيار العدائي الذي ظهر في أوائل القرن الواحد والعشرين بكثرة وهذا لحظه جل نقاد كتاباتها، حيث تقول هي عن ذلك:
«المرأة والرجل هما عنصران مكملان لبعضهما البعض في الحياة، وبالتالي فهما متواجدان في كتاباتي بشكل عادل، وبالمناسبة أنا لست ضد الرجل كما جرى العُرف في معظم كتابات الأديبات العربيات شعرا ونثرا، وإنما أرى وجود علاقة تناغمية جميلة بين الرجل والمرأة في وطننا العربي، والحالات الشاذة الواقعة في اضطهاد الرجل للمرأة هي حالات محدودة وموجودة في كل بقاع العالم، وبالتالي ليس من المنطقي تشويه صورة الرجل العربي والتي صدّرتها بعض الكتابات العربية النسوية للغرب بطريقة جائرة. فأنا على قناعة بأن الإنسان قد يكون سويا نفسيا أو قد يكون مختلا نفسيا ممت ينعكس على حياته الاجتماعية، بغض النظر عن كونه رجلا أو امرأة. نحن نحتاج لإعادة تقييم لهذه النظرة القديمة القائمة على صراع المرأة والرجل، فهذه الإشكالية انتهى عصرها وأصبحت مفتعلة في وقتنا الحالي، ولكنها للأسف ما تزال تتردد في كتابات بعض الأديبات.»

### هيفاء السنعوسي والمشهد الإبداعي الكويتي والعربي
تعتبر الدكتورة هيفاء السنعوسي الكتابة في العالم العربي أنها أخذت في الآونة الأخيرة طابع الموضة تحت هوس الشهرة وقالت في ذلك «الكتابة في العالم العربي وليس الكويت فقط، أخذت في الآونة الأخيرة طابع الموضة تحت هوس الشهرة، فمثلما انتشرت عندنا» الكويت«في وسائل التواصل الاجتماعي كالانستغرام بصفة خاصة موجات مصممات الأزياء وفنانات التجميل ومسوقات الدعاية التجارية، انتشرت أيضا موجة الكاتبات والبعض منهم نشر كتابات رديئة للغاية بهدف الشهرة التي أصبحت مرضا يفتك بعالمنا العربي، ولكن هذا لا يعني عدم وجود كاتبات كويتيات متميزات على المستوى الإنساني والابداعي، مع وجود نساء تيار» عدائية الرجل«اللاتي مازلن يكتبن في نفس الإشكالية المستهلكة! وهذا ما يجعلني أتساءل عن مصداقية اضطهاد الرجل للمرأة في عالمنا العربي، في ظل ظهور المرأة بمواقع حساسة جدا في الدولة.. فعندنا في الكويت على سبيل المثال نساء في البرلمان تم انتخابهن من المجتمع الكويتي، ولدينا وزيرات لحقائب وزارية مهمة كوزارة التربية والتعليم ووزارة الصحة وغيرها من وزارات ومؤسسات الدولة، وهن أستاذات في الجامعة تقلدن منصب عميدات كليات، ووصلت المرأة لمرحلة إدارة جامعة الكويت، وكذلك دخلن سلك الشرطة، وإدارة التحقيقات ومباحث الدولة، وحماية الشخصيات والإطفاء، وأصبحن وكيلات نيابة وغيرها من المهن التي كانت في يد الرجل، فأين الإشكالية مع الرجل هنا؟ في ظل موجة انفتاح قيادي ومهني مبهر للمرأة على مستوى كبير ولافت للانتباه منذ عشرات السنين.»

### المزج بين الأدب والعلاج النفسي والمسرح الانعكاسي
تقول الدكتورة هيفاء السنعوسي «اجتمعت عندي نقطتان هما أولا: عشقي للحروف الأدبية وبالتالي عشق الكتابة القصصية والمسرحية، ثانيا: عشقي للبحث العلمي المبتكر وشغفي بالمعرفة، وهذا يتغذى من كوني أستاذة في جامعة الكويت، وعملى الأكاديمي مرتبط بالبحث العلمي، وللأسف الجمع بين الأدب والعلاج النفسي يكاد يكون نادرًا في وطننا العربي، فلا توجد مؤتمرات أو ندوات علمية تقدم هذا النوع من المواضيع، ولذلك أتجه لأمريكا وأوروبا، وهم يهتمون جدًا بعلاقة الفنون والأدب بالطب النفسي. أما فيما يتعلق بمصطلح المسرح الانعكاسي العلاجي فهو دراسة علمية خاصة بي ومسمى جديد في حقل الأدب العلاجي ومنطلق من تجربتي لمسرح المونودراما ليس كفن إبداعي فقط وإنما أيضا كفن علاجي، وهو تجربة جديدة في الحقل العلمي في العلاقة بين الأدب والطب.»

### الأبحاث والمؤتمرات
الدكتورة هيفاء السنعوسي مثال للأديبة الكويتية الراقية بفكرها والمجددة بابداعاتها فقد دعت إلى تدريس الشعر الشعبي وادخاله ضمن مناهج التعليم وكتبث بحوثا ومارست الكتابة الانعكاسية والقصة العلاجية والمسرح النفسي كما تهتم بالدراسات النفسية للأدب، وتبحث في علاقة الأدب وعلم النفس والفنون الأدبية والطب، أعدت بحثا في مجال الكتابة العلاجية والقصص العلاجي في جامعة أبرتي دندي باسكتلندا، مؤهلة في التنويم الأريكسوني ومُعالجة بالسرد القصصي مُمارسة في الكتابة العلاجية القصة والمسرح، ابتكرت فكرة المسرح الانعكاسي التأهيلي والعلاجي، باحثة في مجال الفنون الأدبية وتأهيل الشخصية والعلاج النفسي وفي مجال الأدب والتحليل النفسي، أوّل باحثة عربية تكتب دراسة موثقة حول تشكيل الشخصية وتأهيلها نفسيا عبر التصور والتخيّل الإبداعي، أول باحثة عربية في العلاج النفسي بالفنون الأدبية القصة والمسرح والتخيل والتصور الذهني، أوّل باحثة عربيّة تكتب دراسة علمية حول الكتابة التعبيرية العلاجية، نشرتها جامعة فلوريدا بالولايات المتحدة، نشرت بحوثا بالعربية والإنجليزية في مجلات جامعية عربية وأجنبية، شاركت في تقديم، دراسات علمية وورش عمل في الكتابة والقصة العلاجية في الكويت وفي مؤتمرات عالمية في الولايات المتحدة الأمريكية وفي دول أوربية من مثل بريطانيا وفرنسا وبلجيكا والدنمرك ومالطا وقبرص، وقدمت أبحاثها أيضا في الممكلة المغربية، قدّمت ورقة عمل في السرد القصصي في الطب في المؤتمر العالمي للجمعية الطبية الكويتية عام 2007، كما قدّمت عملا مسرحيا بعنوان: سماعة طبية وقلم وحكاية، وتدور حول فكرة، علمية في مجال بحوثها وتم تقديم المسرحية في افتتاحية هذا المؤتمر الطبي، و، كما تم تقديم المسرحية المونودرامية «هذيان عاقل» على مسرح جامعة عبد المالك السعدي في المملكة المغربية. وقدمت في العام 2015 مسرحيتها «ويسقط العرش» في المهرجان الدولي للكتاب الذي نظمه المجلس الوطني للثقافة والفنون والآداب بدولة الكويت، قامت د.آنشي ديانو المدير المساعد في مكتبة الكونجرس الأمريكية بترجمة مجموعتها القصصية «رحيل البحر» إلى الإنجليزية وتم نشرها في الولايات المتحدة.
ومن أهم أعمال الدكتورة هيفاء السنعوسي تأسيسها لأول مؤتمر من نوعه على مستوى العالم العربي تحت عنوان الأدب والطب ..علاقة تناغمية ويعد هذا المؤتمر ونظرية العلاج بالفنون الأدبية سبقا علميا على مستوى دولة الكويت والعالم العربي، كما عرفت النسخة الأولى من المؤتمر حضور شخصيات أدبية وفنية وأطباء وباحثين من شتى دول العالم وكانت أول نسخة للمؤتمر بتاريخ 15 فبراير من سنة 2016.

### في عيون النقاد
كتب عن الدكتورة هيفاء السنعوسي الكثير من النقاد والكتاب من العالم العربي والغربي وأهمها كتاب «صورة الأديبة الكويتية في عيون النقاد المغاربة المعاصرين» الذي ألفه مجموعة من الأدباء والكتاب المغاربة وأيضا كتاب «جماليات القصة القصيرة جدا عند المبدعة الكويتية هيفاء السنعوسي» للدكتور المغربي جميل الحمداوي.

### أهم الأعمال والمشاريع
- إشراف وتمويل المسابقة السنوية لجائزة «منيرة الحمد ومحمد السنعوسي» في حفظ وتدبر وتجويد القرآن الكريم على مستوى دولة الكويت
- تأسيس وتمويل والإشراف على "مشروع" قلوب ومهمات ", المشروع المجاني المقدم لفائدة أطفال مدينة تطوان المغربية
- تمويل والإشراف على جائزة الدكتورة هيفاء السنعوسي لكتابة المونودراما، يتبارى فيها المبدعين على مستوى العالم العربي

http://www.alraimedia.com/ar/article/culture/2012/04/10/324774/nr/nc
http://www.alanba.com.kw/ar/kuwait-news/538214/19-02-2015-%D8%A7%D9%84%D8%B3%D9%86%D8%B9%D9%88%D8%B3%D9%8A-%D9%84%D9%84%D8%AA%D9%85%D8%B3%D9%83-%D8%A8%D9%83%D8%AA%D8%A7%D8%A8-%D8%A7%D9%84%D9%84%D9%87-%D9%88%D9%81%D9%87%D9%85-%D8%A2%D9%8A%D8%A7%D8%AA%D9%87/

## مؤلفاتها
| - القصة الكويتية شكلا ومضمون - مقتطفات من الشعر الكويتي - الآنسة رزان وطبيب الأسنان.. مجموعة قصصية للأطفال - كلماتك قد تغير حياتك .. بالاشتراك مع د.جيمس بينيبكر - ضجيج .. مجموعة قصصية - الكتابة التعبيرية .. كراسة تمرينات عملية - رحيل البحر.. مجموعة قصصية - إنهم يرتدون الأقنعة! .. مجموعة قصصية - فضاءات الحب.. مجموعة قصصية - نقوش على وجه امرأة.. مجموعة قصصية - شهرزان مسرحية ومجموعة قصص - وجوه لاتعرف الضوء مسرحيات مونودرامية - The Echo of Kuwaiti Creativity- translation of Kuwaiti literary work - Women in a Swirl- A short story collection - The Moment of Silence – Poetry in English |